# József Lőrincz
József Lőrincz (sinh ngày 13 tháng 4 năm 1985) là một cầu thủ bóng đá người România thi đấu cho Miercurea Ciuc ở vị trí hậu vệ.